# Maria Rygier
Maria Rygier (Cracovia, 5 dicembre 1885 – Roma, 10 febbraio 1953) è stata una politica italiana.

## Biografia
Vicina per molti anni al gruppo di Arturo Labriola e di "Avanguardia Socialista", fu redattrice dal 1907 del giornale di ispirazione sindacalista rivoluzionaria Lotta di classe e fondò insieme a Filippo Corridoni il foglio antimilitarista Rompete le file. Nel 1909 si avvicinò all'anarchismo italiano. Fu anche membro dell'Ordine massonico Le Droit Humain. Collaborò attivamente alla rivista La Demolizione del sindacalista Ottavio Dinale negli anni compresi tra il 1907 e il 1911. 
Interventista nel 1914, partecipò alla redazione de Il Popolo d'Italia, il quotidiano socialista fondato da Benito Mussolini in appoggio alla campagna per l'intervento dell'Italia nel grande conflitto. Dopo una breve parentesi nazionalista, si rifugiò in Francia nel 1926 in aperta opposizione al regime fascista.
Proprio qui pubblicò un importante opuscolo, edito nel 1928 a Bruxelles, e poi nel 1945 anche in Italia, dal significativo titolo Mussolini confidente della polizia francese, in cui dichiarava che Benito Mussolini, probabilmente sin dai primi anni '10, era stato finanziato dalla polizia (e/o anche dai servizi segreti) transalpini, prima per portare il paese su posizioni antimilitariste e neutraliste (in modo da allontanarlo dalla Triplice intesa e danneggiare così la Germania), poi per portare un pezzo almeno del partito socialista su posizioni interventiste accanto alla Francia. Inoltre avrebbe collaborato con la polizia francese anche prima del 1914, fornendo informazioni sulla sinistra radicale, socialista o meno, francese dal suo punto d'osservazione italiano. 
La versione dei fondi esteri al Popolo d’Italia, propagandata da Rygier a partire dal 1928, spiegherebbe il voltafaccia di Mussolini, rapidissimo e di difficile comprensione, dei primi mesi di guerra, e la sua successiva rottura con il Partito Socialista Italiano. Questi "servizi" ai francesi sono oggi riconosciuti solo dal 1914 e solo da una parte della storiografia, mentre una seconda parte - che giudica preminenti i servizi resi agli inglesi - è sopraggiunta più recentemente.
La versione di Rygier, ancora più dettagliata, ma squalificante per il Mussolini "rivoluzionario" e socialista, ha goduto di poco credito fino ad anni recenti, forse perché proveniva da una personalità considerata, non del tutto a torto, una persona dalla carriera politica incoerente, ma è stata giudicata attendibile in anni più recenti, perché proveniente da una persona molto vicina al futuro duce in quegli anni, da Luciano Canfora.
Rientrata in Italia nel secondo dopoguerra, scrisse un libro in polemica con gli antifascisti fuoriusciti (Rivelazioni sul fuoruscitismo italiano in Francia, Roma, 1946). Con un ultimo colpo di scena, durante la campagna elettorale per il referendum istituzionale del 2 giugno 1946 si impegnò nella propaganda in favore della monarchia.
Morì a Roma nel 1953.

## Scritti
- Il giubileo di Sienkiewicz, in "Nuova antologia di scienze, lettere ed arti", Serie 4, XCI (1901), pp. 688-700.
- Maria Konopnicka: nel suo giubileo, in "Nuova antologia", (1902)
- Auto-difesa pronunciata davanti al Tribunale di Mantova il 27 ottobre 1909, Tipografia artistica commerciale, Bologna 1909
- Il sindacalismo alla sbarra: riflessioni d'una ex-sindacalista sul Congresso omonimo di Bologna, Libreria editrice La Scuola moderna, Bologna 1911
- La nostra Patria. Sulla soglia di un'epoca, Libreria politica moderna, Roma 1915.
- Cesare Battisti: Commemorazione tenuta a Recco, 20 agosto 1916, (Lega italiana di azione Antitedesca, sezione di Recco), Nicolosio, Recco 1916.
- L'assassinio di Miss Cavell, vittima della barbarie tedesca, Società editrice partenopea, Napoli 1917
- La donna italiana, Unione tipografica cooperativa, Perugia 1917
- Mussolini indicateur de la police française: ou les raisons occultes de sa "conversion", Imp. Coop. Lucifer, Bruxelles 1928
- La franc-maconnerie italienne devant la guerre et devant le fascisme, Gloton, Paris 1930 - La massoneria italiana davanti alla guerra e al fascismo, Edizioni dello Straniero, Napoli, 2024, 1ª ed. in lingua italiana, ISBN 978-88-94744088
- Rivelazioni sul fuoruscitismo italiano in Francia, SRR, Roma 1946.
- Il diritto elettorale del cittadino attraverso i secoli e i continenti, Tip. F.lli Lamagna, Roma 1949